# Balashi/Barcadera
Balashi/Barcadera – strefa (zone) w regionie Santa Cruz w środkowo-zachodniej części kraju autonomicznego Aruba, należącego do Holandii, w Ameryce Południowej. 1 stycznia 2020 r. liczyła 1844 mieszkańców.  

## Podział administracyjny
W skład strefy wchodzą dwie miejscowości:
- Balashi
- Barcadera

## Demografia
Strefa liczy 1844 mieszkańców (1 stycznia 2020).
| Kobiety | Mężczyźni |
| ------- | --------- |
| 898     | 946       |